# Szakuraszó no Pet na kanodzso
A Sakurasou no Pet na Kanojo egy japán romantikus vígjáték anime sorozat, amely a Sakurasou kollégium lakóinak életéről szól. A Sakurasou a Suimei Középiskola problémás tanulóinak kollégiuma, akik különböző okokból nem tartózkodhatnak a normál kollégiumokban.

## Szereplők
Kanda Sorata – A sorozat főszereplője. Neki nincsenek problémái, normális átlagember, aki azért lakik a Sakurasouban, mert mindig befogadja az utcán talált macskákat. Az iskola igazgatója választásra kényszerítette: vagy megszabadul a macskáitól, vagy elhagyja a normál kollégiumot és a Sakurasouba költözik, Sorata pedig az utóbbit választotta. Eleinte nem tudja mit akar kezdeni az életével, el akar menekülni a Sakurasouból. Miután gondjaira bízzák Shiina Mashiro-t, lassan ráébred, hogy mihez kezdjen az életével és hogy igazából nem is akarja elhagyni a Sakurasout.
Shiina Mashiro – Hatalmas rajztehetség és világhírű festő. Egy zseni művész, aki képtelen gondoskodni magáról, alapvető dolgokat sem tud megcsinálni és sok mindennel nincs tisztában. Állandó gondozóra van szüksége és ezt a feladatot a Sakurasou lakói egyhangú döntéssel Sorata-ra bízzák. Shiina rendkívüli odaadással végzi a munkáját, mangaversenyeken vesz részt és ez az odaadás Sorata-t is inspirálja, Mashiro-nak köszönhetően jön rá, mit akar kezdeni az életével és hogy igazából nem akarja elhagyni a Sakurasou-t. Shiina beleszeret az őt gondozó Sorata-ba, de az új dolgokkal sokszor nem tud mit kezdeni, érzései összezavarják és sokszor meggondolatlan, butaságokat mond, vagy cselekszik. Shiina emberfeletti fotografikus memóriával rendelkezik, bármit lát, azonnal megjegyzi az utolsó részletig, így tudta minden dolgozatát 100%-osra megírni.
Chihiro Sengoku sensei – A Sakurasou felügyelőtanára, Shiina nagynénje, egy igazi amazon, aki túl van a harmincon és férjre vadászik. Harsány, harcias, kissé szarkasztikus, de őszinte és egyenes ember. Nem szereti a munkáját, ezért félvállról veszi azt, viszont amikor kell, nagyon segítőkész és bölcs tanácsokat ad. Nem kertel, megmondja a frankót, ami a szívén, az a száján. Tapasztalt és bölcs, tudja, hogy az életben semmit sem szabad erőltetni.
Kamiigusa Misaki – Egy igazi csodabogár, Shiinához hasonlóan ő is rajztehetség, csak ő animéket készít. Az ő művei is nagyon híresek, rengeteg stúdió érdeklődik a munkái iránt. Misakit mindenki földönkívülinek hívja, rendkívül nyitott, barátságos, közvetlen, kissé hiperaktív személyiség. Őt rúgták ki először a normál kollégiumból, így ő volt a Sakurasou első lakója. Mérhetetlenül szerelmes Jinbe, aki csak a későbbiekben mondja el, mit érez Misaki iránt. Misaki mindenkinek becenevet ad és azon is szólít mindenkit, többnyire csak megtoldja a neveket egy n-betűvel (pl. Mashiron), de Soratát Kouhai-kunnak hívja.
Mitaka Jin – Misaki gyerekkori barátja, Maharadzsának becézik, mert egyszerre több nőnek is csapja a szelet, de igazából Misaki számára az egyetlen. Megfontolt, higgadt, őszinte és bölcs ember. Ő írja a szövegkönyveket Misaki animéihez, azonban képtelen elég jó szövegeket írni a történetekhez. Igazi macsó, aki nem szeret az érzéseiről beszélni, sokáig tart, mire elmondja Misakinak, hogy szereti és csak a történet vége felé derül ki, hogy azért nem akart járni a lánnyal, mert az Osakai egyetemen ki akarja tanulni a szövegírás mesterségét, hogy tökéletes szövegeket írhasson szerelme animéihez. Jin mindig vigyázott Misakira, ha kellett, megvédte a becsületét, a Suimei Középiskolába is csak miatta ment.
Akasaka Ryuunosuke – Zseni programozó, akit nem érdekelnek az érvek, mindig racionálisan gondolkozik és cselekszik. Nagyon okos és bölcs, azonban kegyetlenül őszinte, kíméletlenül kimondja amit gondol, nincs tekintettel mások érzéseire. A történet elején nem jelenik meg személyesen, csak e-maileket küld és a chatprogramba írogat, de egy kavarodásnak köszönhetően előbújik a rejtekéből és onnantól kezdve ő is mindig jelen van a történetben. Akasaka fél a nőktől.
Nanami Aoyama – Harsány, merev és nagyon szégyenlős lány. Szinkronszínész akar lenni, kőkeményen dolgozik, hogy tudja fizetni a tanulmányait. Erős, határozott személyiség, sokszor makacs, kissé agresszív. Sokszor túlerőlteti magát, mindig mindent egyedül akar megoldani és nem engedi, hogy segítsenek neki. Titokban szerelmes Sorata-ba és először azt hiszi, hogy a srácnak perverz kapcsolata van Mashiro-val. Aoyama a történet elején a normál kollégiumban lakik, azonban a magas költségek miatt és hogy kiderítse mi folyik Sorata és Mashiro között átköltözik a Sakurasouba.
Rita Ainsworth – Shiina angliai barátja, tehetséges festő, aki először azért látogat el a Sakurasou-ba, hogy rávegye Shiinát, hogy visszamenjen vele Angliába. Nem akarja, hogy Shiina mangarajzolásra pazarolja a tehetségét, ez azonban csak a látszólagos ok. Valójában Rita tanította meg Shiinát mangát rajzolni, mert azt akarta, hogy elkallódjon és elvesszen a hírneve, így akart bosszút állni rajta azért, mert Shiina földöntúli tehetsége miatt sosem értékelték az ő művészi készségeit. Shiina azonban még a mangarajzolásban is földöntúlit alkot, Rita terve kudarcot vallott, ezért rá akarja kényszeríteni Shiinát, hogy visszamenjen vele Angliába. Rita csalja elő a rejtekéből Ryuunosukét, aki azonnal átlát a lány hamis mosolyán és végül ő is szembesíti az igazsággal: hiába okolja Shiinát azért, mert nem lett híres művész, a hibát magában kell keresnie. Annyira törődött az emberek elvárásaival, hogy közben elfelejtette, hogy ő mit akar. Rita beleszeret Akasaka-ba, ő azonban elutasító a lánnyal. Viharos és vicces szerelmi kapcsolat alakul ki köztük.
Kanda Yuuko – Sorata huga, aki miután először meglátogatja bátyját a Sakurasouban, haza akarja vinni, mert félti Soratát Shiinától és Nanamitól. Yuuko és Shiina közt humoros csata dúl Sorata kegyeiért, afféle bolondos testvér-barátnő harc. Yuuko egy humoros karaktere a sorozatnak, mindig történik vele valamilyen vicces dolog.
Maid-chan – Egy Ryuunosuke által létrehozott AI (mesterséges intelligencia), amely egy automata e-mail megválaszoló program, de képes emberi érzelmekre, emiatt dühös és féltékeny lesz Ritára, miután beleszeret Ryuunosukéba.
Daichi Miyahara – Sorata osztálytársa és barátja, kedves és segítőkész. Szerelmes Nanamiba, de a lány kikosarazza.
Lida Ayano – Shiina barátja, főnöke és mentora. Feladatokat ad Shiinának, amikből fontos dolgokat tanulhat és Soratának is ad tanácsokat Shiina gondozásával kapcsolatban. 
Kamiigusa Fuuka – Misaki nővére, ő volt Jin első barátnője. A lány tudja, hogy Jin csak azért járt vele, mert érintetlenül akarta maga mellett tudni igazi szerelmét, Misakit.
Kazuki Fujisawa – Egy szoftverfejlesztő cég munkatársa, híres és elismert programozó. Egy darabig mentorálta Soratát, hogy segítsen neki megnyerni egy játéktervező versenyt, de valójában csak kihasználta a srácot, igazából Shiina illusztrációi kellettek a cégnek. Valaha ő is a Sakurasou lakója volt és gyanítható, hogy Chihiro sensei-jel is kapcsolatban állt.
Soichiro Tatebayashi – Az iskola diáktanácsának elnöke és Jin barátja, bár az utóbbit mindig tagadja. Szigorú, egyenes, határozott személyiség, először megpróbálja megakadályozni a Sakurasou szereplését a kulturális fesztiválon azzal, hogy beszámolót követel tőlük, a végén viszont már segít nekik, hogy megakadályozzák a Sakurasou lerombolását.
Saori Himemiya – Tatebayashi barátnője, aki mindenben támogatja szerelmét és a Sakurasou lakóinak is segít. Misaki Hauhau-nak becézi, ez a név rá is ragadt, mindenki így hívja.